# Oreophrynella quelchii
Oreophrynella quelchii é uma espécie de anfíbio pertencente às família Bufonidae, endêmica da região do Monte Roraima.